# Палеж
Палеж е умишленото подпалване на огън с цел нанасяне на щети на нечиий имот или имущество.
Неумишленото подпалване, причинено от човек или хора, може да стане неволно – по невнимание или немарливост. Това са случаите от неугасени цигари или изтичане на газ при лоша инсталация.
При запалване на огън в планината е много важно да бъде загасен напълно, за да не бъде разнесен от вятъра и да не предизвика горски пожар. Също така не бива да се оставят стъклени предмети (бутилки, счупени чаши и чинии), защото те действат като лупа и създават опасност от пожар.
Умишлените палежи в почти всички страни представляват престъпление и се преследват от закона.